# Melanochaeta separata
Melanochaeta separata är en tvåvingeart som beskrevs av Yang, C.-k. 1991. Melanochaeta separata ingår i släktet Melanochaeta och familjen fritflugor. Inga underarter finns listade i Catalogue of Life.